# 原田美枝子
原田 美枝子（はらだ みえこ、1958年〈昭和33年〉12月26日 - ）は、日本の女優。舞プロモーション所属。
夫は俳優の石橋凌。一男二女の母。長女はシンガーソングライターの優河、次女は女優の石橋静河。2人の上に息子がいる。

## 来歴
東京都豊島区出身。幼少期から成人するまでは母が住み込みで管理人をしていた東京都豊島区南大塚2丁目のマンション稲和マンション 1階。（現在は取り壊されアーバンビュー新大塚プラタナス通りというマンションに建て替っている）の管理人室に住んでいた。この管理人室には風呂が無く銭湯に行ったり、母と仲の良い真上の2階に住む住人宅の風呂を借りていたりしていた。先輩で役者友達だった佐藤佑介が ちょくちょく遊びに来ていて 当時17歳で免許を持たない美枝子はノーヘルで原付バイクのDAXでマンション前の路上で乗る練習をしたりしていた。
中学2年生だった1972年、マーク・レスター主演の映画『卒業旅行 Little Adventurer』の相手役オーディションに応募するも、落選。しばらくして、ある芸能プロダクションの誘いを受けて契約。のちに、サンミュージックプロダクションに移籍。アイドル歌手全盛の当時、事務所は原田にも歌手活動をさせるつもりで話を進めてが、当人に乗り気ではなかったため立ち消えになった。代わりに「女優活動の勉強のために」と勧められて日活児童映画『ともだち』（澤田幸弘監督、1974年7月24日公開）に、主人公の少年の姉役として出演した。
東京都立工芸高等学校入学後の1974年、家城巳代治の監督映画『恋は緑の風の中』にヒロインとして出演、正式デビューとなった。しかし劇中でのヌードシーンが学校で問題視され、高校1年生の3学期に芸能活動の便宜上、東京都立代々木高等学校交替部（夜間高校）へ転校を余儀なくされた。
1976年、増村保造の監督映画『大地の子守歌』や長谷川和彦の監督映画『青春の殺人者』などに出演。10代でキネマ旬報ベスト・テン主演女優賞などを受賞し、一躍評価を高めた。1983年、神代辰巳の監督映画『もどり川』では萩原健一と共演し、好評を博した。続いて黒澤明の『乱』にも出演している。実相寺昭雄、深作欣二ら、多くの監督からオファーを受け数々の映画賞を受賞している。
『ミスター・ミセス・ミス・ロンリー』では自ら製作・主演に関わるとともに、「刹那」の名前で原案、脚本もこなす。1986年に少女小説『愛しのハーフ・ムーン』（集英社コバルト文庫）を発表。翌1987年、滝田洋二郎が監督し、にっかつで映画化されている。

## 人物

### 趣味・特技
- 英会話
- 乗馬
  - 子育てが一段落した40代後半から始めた[6]。「普段多くの人と接する仕事をしており、多少疲れたりする。色んな言葉や音が聞こえるけどそれは置いといて、言葉のない世界、馬との対話やスキンシップであったり」[6]と述べている。 2020年の大会では優勝した[7]。
- ピアノ
  - 映画『百花』でピアノ教師の役で出演したのがきっかけ。グランドピアノを弾いたのは初めてで、「練習してるとピアノの音の気持ち良さ、全身が音に包まれる」のがとても好きになり、撮影後も続けている。「上手になったらいいな。この曲が弾けるようになったらいいな」という思いがある[8]。

### 交友関係
- 松田美由紀とはドラマ『北の国から』の共演をきっかけに40年来の親友。1987年に原田が石橋凌と鳥取砂丘で親族とごく限られた友人のみを招いて挙げた結婚式にも、美由紀は夫の松田優作と共に参列した[9]。美由紀の夫の松田優作が亡くなった時には、美由紀や子どもたちを励ますため、互いの家族も交えて、アメリカをキャンピングカーで横断した[10]。

## 出演

### 映画
- ともだち（1974年7月24日、日活、澤田幸弘監督） - 新太の姉 役 ※正式デビュー以前の出演
- 恋は緑の風の中（1974年11月23日、東宝、家城巳代治監督） - 松島雪子 役
- 炎の肖像（1974年12月28日、日活、藤田敏八、加藤彰監督） - 青山ひろ 役
- 港のヨーコ・ヨコハマ・ヨコスカ（1975年9月20日、松竹、山根成之監督） - 橋爪マリ 役
- 凍河（1976年4月24日、松竹、斎藤耕一監督） - 高見沢ナツキ 役
- 大地の子守歌（1976年6月12日、松竹、増村保造監督） - りん 役 ※主演
- パーマネント・ブルー 真夏の恋（1976年9月23日、松竹、山根成之監督） - 女店員 役
- 青春の殺人者（1976年10月23日、ATG、長谷川和彦監督） - ケイ子 役
- 北の宿から（1976年11月6日、松竹、市村泰一監督） - リエ 役
- 錆びた炎（1977年2月26日、松竹、貞永方久監督） - 伊山比佐子 役
- 恋人岬（1977年4月29日、松竹、西河克己監督） - 一城美希子 役
- 残照（1978年4月29日、東宝、河崎義祐監督） - 久美子 役
- トラック野郎・突撃一番星（1978年8月12日、東映、鈴木則文監督） - 月田えり子 役
- 赤穂城断絶（1978年10月28日、東映、深作欣二監督） - 橋本はつ 役
- 風雪の海峡　青函トンネルは、今…（1978年12月9日、CX）- 長女  役
- その後の仁義なき戦い（1979年5月26日、東映、工藤栄一監督） - 根岸明子 役
- 地獄（1979年6月3日、東映、神代辰巳監督） - 水沼アキ・生形ミホ 役 ※二役
- あゝ野麦峠（1979年6月30日、東宝、山本薩夫監督） - 篠田ゆき 役
- 翔べイカロスの翼（1980年1月26日、映画センター、森川時久監督） - 三輪百合 役
- 翔んだカップル（1980年7月26日、東宝、相米慎二監督） - 志津 役
- ミスター・ミセス・ミス・ロンリー（1980年12月20日、ATG、神代辰巳監督） - 島崎千里 役 ※主演、製作
- ダンプ渡り鳥（1981年4月29日、東映、関本郁夫監督） - 尾崎頼子 役
- なんとなく、クリスタル（1981年5月23日、松原信吾監督） - 真紀子 役
- 父と子（1983年1月15日、東宝、保坂延彦監督） - 若い妻 役
- もどり川（1983年6月18日、東宝東和、神代辰巳監督） - 朱子 役
- 乱（1985年6月1日・東宝・黒澤明監督） - 楓の方 役
- 幕末青春グラフィティ Ronin 坂本竜馬（1986年1月25日、東宝、河合義隆監督） - お竜 役
- 火宅の人（1986年4月12日、東映、深作欣二監督） - 矢島恵子 役
- プルシアンブルーの肖像（1986年7月26日、東宝、多賀英典監督） - 尾花弘美 役
- 国士無双（1986年10月25日、保坂延彦監督） - サンレニティ・八重 役
- 帝都物語（1988年1月30日、東宝、実相寺昭雄監督） - 辰宮恵子 役
- 釣りバカ日誌2（1989年12月27日、松竹、栗山富夫監督） - 間宮弥生 役
- 夢（1990年5月25日、ワーナー・ブラザース、黒澤明監督） - 雪女 役
- 式部物語（1990年10月6日、東宝、熊井啓監督） - 大友てるえ 役
- 息子（1991年10月12日、松竹、山田洋次監督） - 浅野玲子 役
- 怖がる人々（1994年4月23日、松竹、和田誠監督） - 女 役
- 超能力者 未知への旅人（1994年6月11日、東映、佐藤純彌監督） - 明子 役
- 絵の中のぼくの村（1996年7月13日、東宝、東陽一監督） - 田島瑞枝 役
- 女刑事RIKO 聖母の深き淵（1998年4月25日、エース・ピクチャーズ、井坂聡監督） - 武蔵野署の女医 役
  - 女刑事RIKO 女神の永遠（1998年10月9日、東映ビデオ、井坂聡監督） - 武蔵野署の女医 役
- 愛を乞うひと（1998年9月26日、東宝、平山秀幸監督） - 山岡照恵 / 陳豊子 役
- 虹の岬（1999年4月3日、東宝、奥村正彦監督） - 森祥子 役 ※主演
- 学校の怪談4（1999年7月10日、東宝、平山秀幸監督） - 国見晴美 役
- 雨あがる（2000年1月22日、東宝、小泉堯史監督） - おきん 役
- はつ恋（2000年4月1日、東映、篠原哲雄監督） - 会田志津枝 役
- 非・バランス（2002年10月19日、メディア・ボックス、冨樫森監督） - チアキの母 役
- 折り梅（2002年3月16日、パンドラ / シネマワーク、松井久子監督） - 菅野巴 役
- 木曜組曲（2002年10月12日、シネカノン、篠原哲雄監督） - 川渕静子 役
- OUT（2002年10月29日、20世紀FOX、平山秀幸監督） - 香取雅子 役
- 仔犬ダンの物語（2002年12月14日、東映、澤井信一郎監督） - 森下和歌子 役
- 半落ち（2004年1月10日、東映、佐々部清監督） - 梶啓子 役
- HINOKIO（2005年7月9日、松竹、秋山貴彦監督） - 岩本サユリ 役
- 亡国のイージス（2005年7月30日、日本ヘラルド映画、阪本順治監督） - 宮津芳恵 役
- 蟬しぐれ（2005年10月1日、東宝、黒土三男監督） - 登世 役
- THE 有頂天ホテル（2006年1月14日、東宝、三谷幸喜監督） - 堀田由美 役
- どろろ（2007年1月27日、東宝、塩田明彦監督） - 百合 役
- 包帯クラブ（2007年9月15日、東映、堤幸彦監督） - ワラの母 役
- 茶々 天涯の貴妃（2007年12月22日、東映、橋本一監督） - お市の方 役
- ブタがいた教室（2008年11月1日、日活、前田哲監督） - 高原校長 役
- 60歳のラブレター（2009年5月16日、松竹、深川栄洋監督） - 橘ちひろ 役
- てぃだかんかん〜海とサンゴと小さな奇跡〜（2010年4月24日、ショウゲート、李闘士男監督） - 金城花江 役
- レオニー（2010年11月20日、角川映画、松井久子監督） - 津田梅子 役
- ロック 〜わんこの島〜（2011年7月23日、東宝、中江功監督） - 真希佐代子 役
- 聯合艦隊司令長官 山本五十六（2011年12月、東映、成島出監督） - 山本禮子 役[11]
- ヘルタースケルター（2012年7月14日、アスミック・エース、蜷川実花監督） - 和智久子 役
- ふがいない僕は空を見た（2012年11月17日、東京テアトル、タナダユキ監督） - 斉藤寿美子 役
- あなたへ（2012年8月25日、東宝、降旗康男監督） - 塚本久美子 役
- ミロクローゼ（2012年11月24日、ディーライツ、石橋義正監督） - お竜 役
- 奇跡のリンゴ（2013年6月8日、東宝、中村義洋監督） - 三上葺子 役
- ぼくたちの家族（2014年5月24日、ファントム・フィルム、石井裕也監督） - 若菜玲子 役
- 蜩ノ記（2014年10月4日、東宝、小泉堯史監督） - 戸田織江 役
- 果し合い (2015年11月7日、	日本映画放送、杉田成道監督) -  多津 役
- 世界から猫が消えたなら（2016年5月14日、東宝） - 母さん 役
- 海辺のリア（2017年6月3日、東京テアトル、小林政広監督） - 由紀子 役
- こんな夜更けにバナナかよ 愛しき実話（2018年12月28日、松竹、前田哲監督） - 野原博子 役
- 百花（2022年9月9日、東宝 / ギャガ、川村元気監督） -  葛西百合子 役 ※ 主演（菅田将暉とW主演）[12]
- そして僕は途方に暮れる（2023年1月13日、ハピネットファントムスタジオ、三浦大輔監督）- 菅原智子 役[13]
- MIRRORLIAR FILMS Season8「からのうつわ」（2025年12月公開予定、松田美由紀監督） - 文子 役[14]

### テレビドラマ
- ほおずきの唄（1975年4月5日 - 9月27日、国際放映・日本テレビ） ※ドラマデビュー作
- 連続テレビ小説（NHK総合）
  - 水色の時（1975年4月7日 - 10月4日） - 晋松の娘・今泉恭子 役
  - ちむどんどん（2022年5月16日 - ） - 大城房子 役[15]
- 美しき殺意（1976年6月18日 - 9月24日、TBS）
- その最後の世界（1976年8月26日 - 10月7日、NHK総合）
- 俺たちの朝（1976年 - 1977年、日本テレビ・東宝制作） - 沢野美雪 役
- 鳴門秘帖（1977年5月6日 - 1978年3月17日、NHK総合）
- 出発（1977年5月30日 - 1977年9月30日、テレビ朝日）
- 女がふりむくとき（1977年10月4日 - 12月27日、関西テレビ・東宝制作）
- 恋歌（1977年10月6日 - 1978年1月5日、よみうりテレビ）
- 太陽にほえろ! 第287話「ある娘」（1978年1月27日、日本テレビ・東宝制作） - 前田ようこ 役
- 魂の試される時（1978年2月4日 - 5月27日、フジテレビ）
- 新・座頭市（フジテレビ）
  - 第2シリーズ 第10話「冬の海」（1978年3月13日）
  - 第3シリーズ 第23話「不思議な旅」（1979年10月29日）
- 火宅の人（1979年7月24日 - 10月9日、日本テレビ）
- 探偵物語 第5話「夜汽車で来たあいつ」（1979年、日本テレビ） - 田村有美 役
- けっぱれ!大ちゃん(1979年10月30日 - 1980年3月25日、国際放映、テレビ朝日)
- ゴールデンドラマシリーズ「転勤を命ず」（1980年3月8日、フジテレビ）
- あいつと俺 第2話「しなやかなライフル魔」（1980年3月11日、12ch）
- 警視-K 第10話「いのち賭けのゲーム」（1980年12月9日、日本テレビ） - 山中みゆき 役
- 銀河テレビ小説（NHK総合）
  - 復活（1981年1月5日 - 1月30日）- きくえ 役
  - 暗闇のセレナーデ（1985年9月9日 - 10月9日） - 池内さえ子 役
- 警視庁殺人課 第3話「狼たちの青春」（1981年、テレビ朝日・東映制作） - 相沢ちひろ 役
- 骨肉の森（1981年8月31日 - 12月14日、テレビ朝日）
- 北の国から（1981年 - 1982年、フジテレビ） - 木谷（水谷）凉子 役
  - 北の国から2002 遺言（2002年9月6日・7日、フジテレビ）
- 親と子の誤算（1982年9月3日 - 11月5日、TBS） - 柿沼圭子 役
- 土曜ドラマ（NHK総合）
  - 追跡〜妻たちの反乱（1983年） - 谷川令子 役
  - もうひとつの家族 （1995年1月）
  - 55歳からのハローライフ 第3話（2014年6月28日） - 中米志津子 役 ※主演
  - 逃げる女（2016年1月 - 2月） - 香村綾乃 役
- 大奥（1983年 - 1984年、関西テレビ製作・フジテレビ系列） - 滝川 役
  - 第35話「運の悪い女たち」・第36話「密会」
- 遠山の金さん 第1シリーズ 第69話「赤いピストル 博多から来た女!」（1983年9月15日、テレビ朝日）※高橋英樹版
- まあええわいな（1983年10月23日 - 11月13日、NHK総合）
- 無邪気な関係（1984年1月6日 - 3月30日、TBS） - 加納祐子 役
- 影の軍団 幕末編 第11話「密偵の愛・らあぶ・ゆう」（1985年、関西テレビ）
- 女ともだち（1986年7月11日 - 9月26日、TBS） - 柏木園子 役
- 大河ドラマ（NHK総合）
  - 太平記（1991年） - 阿野廉子 役
  - 北条時宗（2001年） - 桔梗 役
- 並木家の人々（1993年1月14日 - 3月25日、フジテレビ） - 並木美也子 役
- 彼女の嫌いな彼女（1993年4月17日 - 6月26日、日本テレビ） - 川原麗子 役
- 君を想うより君に逢いたい（1995年4月17日 - 6月26日、フジテレビ） - 高木由紀子 役
- 新恋愛小説館（1995年12月18日 - 21日、NHK総合）
- きっと誰かに逢うために　第5話（1996年、テレビ東京）
- 刑事追う!（1996年4月8日 - 9月23日、テレビ東京） - 松井桜子 役
- おいしい関係（1996年10月14日 - 12月16日、フジテレビ） - 緑川曜子 役
- 新・腕におぼえあり（1998年9月11日 - 1999年3月12日、NHK総合） - 神名里尾 役
- 眠れる森（1998年10月8日 - 12月24日、フジテレビ） - 濱崎麻紀子 役
- 昨日の敵は今日の友（2000年1月5日 - 2月9日、NHK総合） - 白木恭子 役
- 天気予報の恋人（2000年4月10日 - 6月26日、フジテレビ） - 白石潤子 役
- 逃亡（2002年1月11日 - 2月8日、NHK総合） - お仙 役
- 人情とどけます〜江戸娘飛脚〜（2003年1月10日 - 3月7日、NHK総合）
- 逃亡者 RUNAWAY（2004年7月18日 - 9月26日、TBS） - 伊川貴子 役
- ハチロー〜母の詩、父の詩〜（2005年1月24日 - 3月21日、NHK総合） - シナ 役
- あいくるしい（2005年4月10日 - 6月26日、TBS） - 真柴由美 / 榊園子 役
- 華麗なる一族（2007年、TBS） - 万俵寧子 役
- 坂の上の雲（2009年11月29日 - 2011年、NHK総合） - 正岡八重 役
- 新参者（2010年、TBS） - 三井峯子 役
- 流れ星（2010年秋、フジテレビ） - 岡田和子 役
- 幸せになろうよ（2011年4月 - 6月、フジテレビ） - 高倉美津枝 役
- 向田邦子 イノセント 第4話「愛という字」（2012年4月14日、WOWOW） - 早川夕子 役
- プレミアムドラマ「高橋留美子劇場」 第1章「赤い花束」（2012年7月8日、NHK BSP） - 吉本玉代 役
- 火怨・北の英雄　アテルイ伝（2013年、NHK BSP） - 大伴須受 役
- 妻は、くノ一（2013年、NHK BSP） - ナレーション
- 怪奇大作戦 ミステリー・ファイル（2013年、NHK BSP） - 的矢千景 役
- 僕のいた時間（2014年1月 - 3月、フジテレビ） - 澤田佐和子 役
- 結婚式の前日に（2015年10月 - 12月、TBS） - 柏田可奈子 役
- ON 異常犯罪捜査官・藤堂比奈子（2016年7月 - 9月、関西テレビ製作・フジテレビ系列） - 石神妙子 役[16]
- 透明なゆりかご（2018年7月20日 - 9月21日、NHK総合） - 榊実江 役
- 俺の話は長い（2019年10月12日 - 12月14日、日本テレビ） - 岸辺房枝 役[17]
  - 俺の話は長い 〜2025・春〜（2025年3月30日・4月6日、日本テレビ）[18]
- 6秒間の軌跡〜花火師・望月星太郎の憂鬱 第8話 - 最終話（2023年3月4日 - 18日、テレビ朝日） - 理代子 役
  - 6秒間の軌跡〜花火師・望月星太郎の2番目の憂鬱（2024年4月13日 - 6月8日、テレビ朝日）
- 雲霧仁左衛門6（2023年8月25日 - 10月13日、NHK BSP） - 今津屋・おつる 役
- マルス-ゼロの革命- 第6話 - 最終話（2024年2月27日 - 3月19日、テレビ朝日） - 西城澪子 役[19]

#### 単発
- 東芝日曜劇場（TBS）
  - 第1079回「出会い」（1977年8月15日、RKB制作）
  - 第1211回「冬の炎」（1980年2月24日、CBC制作）
  - 第1277回「とべ、青空へ」（1981年6月14日、CBC制作）
  - 第1575回「明日の夜来ます」（1987年9月15日）
- 土曜ワイド劇場（テレビ朝日）
  - 「泣くな源太郎 恋のトラック特急」 （1978年7月1日）
  - 「歪んだ星座 受験戦争連続殺人」（1979年6月16日）
  - 「欲望の海峡 女相続人をあばくのは誰か」（1980年4月19日、朝日放送）
  - 「事件6 金属バットで夫を殺した女!!」（1998年7月4日、オフィス・ヘンミ） - 容疑者・岩本鈴子 役
  - 「隠蔽捜査」（2007年3月10日）
    - 「隠蔽捜査2〜果断〜」（2008年10月4日）
- 風雪の海峡 青函トンネルは、今…（1978年12月9日、フジテレビ）
- 黒岩重吾シリーズ「裂けた星」（1980年1月12日、毎日放送）
- 花王名人劇場 裸の大将放浪記1（1980年6月1日、関西テレビ） - 盲目の美少女・松子 役
- 木曜ゴールデンドラマ（よみうりテレビ）
  - 「顔」（1982年1月14日） - 主演・英子 役
  - 「性的犯罪」（1982年7月1日） - OL・由美子 役 ※主演
  - 「風の家」（1985年12月12日）
  - 「遠めがねの女 純愛を我らに!」（1986年11月13日）
- 時代劇スペシャル（フジテレビ）
  - 「傘次郎・新子捕物日記 夫婦河童」（1981年6月26日） - 新子 役
    - 「傘次郎新子捕物日記 夫婦十手 豪商六人衆連続殺人事件」（1982年6月4日） - 新子 役

  - 「子連れ狼」（1984年3月1日） - お仙 役
- ザ・サスペンス（TBS）
  - 「黒白の旅路」（1983年1月15日） - 主演
  - 「下り特急「富士」殺人事件」（1983年10月29日）
- 妻たちの反乱 （1983年1月22日、NHK総合）
- 追跡2 私にも定年をください（1983年1月29日、NHK総合）
- 火曜サスペンス劇場（日本テレビ）
  - 「冷ややかな情死」（1984年、国際放映） - 主演
  - 「星座伝説殺人事件 すばる星団が月に隠れる夜」（1989年11月21日） - 主演
- 幕末青春グラフィティ 福沢諭吉（1985年2月11日、TBS）
- 金曜女のドラマスペシャル「北陸トンネル、蒸発殺人行」（1986年8月14日、フジテレビ） - 若夫人・紀子 役
- 水曜ドラマスペシャル（TBS）
  - 「泣く女」（1986年3月19日）
  - 「青山流行通り物語」（1987年1月14日）
  - 「魔夏少女」（1987年8月12日）
- 月曜サスペンスシリーズ（関西テレビ）
  - 現代恐怖サスペンス「誰かが夢を覗いてる あるOLの場合…」（1987年8月3日、ヴァンフィル） - 主演
  - 乱歩賞作家サスペンス「いとしのエリーをもう一度」（1989年7月3日） - 主演・ カルメン 役
    - 現代推理サスペンス「二時から五時までのブルース」（1990年11月5日） - 主演・ カルメン 役
- ザ・ドラマチックナイト「となりの女」（1988年3月4日、フジテレビ） - 落合妙子 役
- 月曜ドラマスペシャル（TBS）
  - 「雷獣」（1990年12月17日）
  - 「松本清張特別企画 証明」（1994年11月14日、TBS） - 高木久美子 役 ※主演
  - 「女のサスペンス3 盗む女」（1997年6月16日） - 銀行員・弥生 役
- むしの居どころ（1990年11月3日、NHK総合）
- 庭の家族〜美しく年を重ねるために〜（1993年9月15日、フジテレビ）[注 1] - 里津子 役
- 金曜エンタテイメント（フジテレビ）
  - 「間違えられた男 平和な生活を脅かすえん罪の恐怖」（1993年11月26日）　- 志水悠子 役
  - 「信濃のコロンボ1 北国街道殺人事件」（1998年5月1日） - 妻・陽子 役
    - 「信濃のコロンボ2 戸隠伝説殺人事件」（1999年3月19日） - 妻・陽子 役
    - 「信濃のコロンボ3 追分殺人事件」（2000年6月2日） - 妻・陽子 役

  - 特別企画「8・12日航機墜落事故 20年目の誓い〜天国にいるわが子へ〜」（2005年8月12日） - 美谷島邦子 役
- 年末ドラマスペシャル 愛の降る街・領収書物語2 「愛が言った」（1993年12月27日、関西テレビ） - 売れない小説家の妻 役
- ビジネスマン空手道 お父さんの逆襲!（1995年10月10日、NHK総合）
- 塀の中の少女たち 女子少年院24時・初めて愛を知りました…」（1996年9月26日、TBS）
- ドラマ愛の詩「オグリの子」（1998年、NHK総合）
  - 第1回・あれがうわさの名馬の子（8月3日）
  - 第2回・走れ走れ!ゴールを越えて（8月4日）
- 百年の物語 第三夜「（現代編）オンリー・ラブ 」（2000年8月30日、TBS） - 千代の母親 役
- 松本清張特別企画「影の車」（2001年2月19日、TBS） - 主演・泰子 役　※本作の演技により第38回ギャラクシー賞奨励賞（テレビ部門）を受賞
- 幸田家の人びと〜江戸・平成 四代の物語〜（2003年1月2日、NHK総合）
- 水曜プレミア「つぐない」（2004年6月30日、TBS） - 愛人・美津子 役
- 飛鳥へ、そしてまだ見ぬ子へ（2005年10月10日、フジテレビ） - 沢村美和 役
- 金曜プレステージ（フジテレビ）
  - 奇跡の夫婦愛スペシャル「虹を架ける王妃」（2006年11月24日、25日） - 梨本宮伊都子妃 役
  - 監察医七浦小夜子・法医学者の事件プロファイル（2011年4月22日） - 井上茜 役
- 新春ドラマ特別企画 山田太一ドラマSP「まだそんなに老けてはいない」（2007年1月27日、EX）
- 追跡〜失踪人捜査官・石森新次郎（2008年1月28日、TBS）
- いのちのいろえんぴつ（2008年3月22日、テレビ朝日） - 小山内美和子 役
- スペシャルドラマ・白洲次郎（2009年、NHK総合） - 白洲芳子 役
- 刑事一代 平塚八兵衛の昭和事件史（2009年6月20・21日、テレビ朝日）
- 地下鉄サリン事件 15年目の闘い〜あの日、霞ヶ関で何が起こったのか〜（2010年3月20日、フジテレビ） - 高橋シズヱ 役
- 宮部みゆきスペシャル「魔術はささやく」（2011年9月9日、フジテレビ） - 原沢鈴子 役
- ブラックボード〜時代と戦った教師たち〜 第3夜（2012年4月7日、TBS） - 滝沢圭子 役
- NTTドコモ 20周年スペシャルドラマ 夢の扉 特別編「20年後の君へ」（2012年7月1日、TBS） - 澤田佳乃 役
- みをつくし料理帖（2012年9月22日・2014年6月8日、テレビ朝日） - 芳 役
- 恋（2013年12月16日、TBS） - 矢野布美子 役
- テレビ朝日21世紀新人シナリオ大賞 「最後の仕事」（2014年1月12日、テレビ朝日） - 加代 役
- ドラマ特別企画「たった一度の約束〜時代に封印された日本人〜」（2014年2月26日、テレビ東京） - 国方千世子 役
- 特集ドラマ「生きたい たすけたい」（2014年3月11日、NHK総合） - 三浦真佐子 役 ※主演
- 赤と黒のゲキジョー（フジテレビ）
  - 「三面記事の女たち -愛の巣-」（2015年2月20日） - 梨山里衣子 役
- 宮崎のふたり（2016年10月19日、NHK BSP / 2018年5月5日、NHK総合） - 小山京子 役 [22]
- 世にも奇妙な物語 春の特別編 「妻の記憶」（2017年4月29日、CX） ‐ 成田春子 役
- 名奉行!遠山の金四郎（2017年9月25日・2018年8月13日、TBS） - 寿々 役
- 新春ドラマスペシャル 娘の結婚（2018年1月8日、テレビ東京） - 片岡綾乃 役
- ドラマスペシャル 68歳の新入社員（2018年6月18日、関西テレビ） - 仁井元文子 役
- 日経ドラマスペシャル 琥珀の夢（2018年10月5日、テレビ東京） - 鳴江ちよ 役[23]
- 星とレモンの部屋（2021年3月19日、NHK総合） - 里中初美 役
- 津田梅子〜お札になった留学生〜（2022年3月5日、テレビ朝日） - 晩年の津田梅子 役 / ナレーション[24]
- 藤子・F・不二雄 SF短編ドラマ シーズン2「じじぬき」（2024年5月12日、NHK BS）[25]

### 配信ドラマ
- フクロウと呼ばれた男（2024年4月24日 - 5月8日、Disney+） - 渡辺しおり 役[26]
- 海星のクラッチ日誌（2025年3月30日・4月6日〈予定〉、Hulu） - 岸辺房枝 役[27]
- 匿名の恋人たち（2025年10月16日配信予定、Netflix）[28]

### 劇場アニメ
- 犬夜叉 鏡の中の夢幻城（2002年12月21日、東宝） - 神久夜 役[29]

### 吹き替え
- ポネット（1998年12月22日、スタジオカナル・BACフィルムズ） - お母さん 役

### その他のテレビ番組
- ヒューマンドキュメンタリー「二人の旅路〜日中 激動を生きた京劇夫婦〜」（2011年、NHK総合） - ナレーション
- 「おひとりさまでも、家で死ねますか？」（2022年9月4日、NHK BS1）- ナレーション[30]

### CM
- サントリー
  - 『オレンジ50』（1976年）
  - 『なっちゃん』（2003年）[31]
- ハウス食品『シチューミクス』（ - 2001年）[31]
- クラシエホールディングス『SIMPRO』（2002年 - 2003年）[31]
- カネボウ化粧品『ラファイエ』（2005年 - 2007年）[31]
- 養命酒製造『養命酒』「未病編」（2006年 - 2010年）[31]
- イオン『TOPVALU・おせち』（2011年）[31]
- 資生堂『プリオール』（2015年 - ）[31]

## 受賞歴
- 1976年: 『大地の子守歌』・『青春の殺人者』、ブルーリボン賞/新人賞。1976年度キネマ旬報/主演女優賞、製作者協会新人賞、報知映画賞/新人賞、ゴールデン・アロー賞/映画新人賞および最優秀新人賞
- 1977年: 日本映画テレビプロデューサー協会エランドール賞（ELAN D'OR）/新人賞
- 1979年: 『その後の仁義なき戦い』（根岸明子 役）、監督: 工藤栄一、『あゝ野麦峠』（篠田ゆき 役）、原作: 山本茂実、監督: 山本薩夫、第3回日本アカデミー賞/優秀助演女優賞
- 1986年: 『火宅の人』（恵子 役）、監督: 深作欣二、第10回日本アカデミー賞/最優秀助演女優賞、第11回報知映画賞/最優秀助演女優賞
- 1990年: 『夢』（雪女 役）、監督: 黒澤明、『式部物語』（大友てるえ 役）、監督: 熊井啓、『釣りバカ日誌2』（間宮弥生 役） 監督: 栗山富夫、第14回日本アカデミー賞/優秀助演女優賞
- 1996年: 『絵の中のぼくの村 Village of Dreams』（田島瑞枝 役）、監督: 東陽一、第20回山路ふみ子女優賞、1996年度キネマ旬報賞主演女優賞、 第39回ブルーリボン賞/最優秀主演女優賞、第6回日本映画批評家大賞/主演女優賞、第21回報知映画賞/最優秀主演女優賞、第11回高崎映画祭/最優秀助演女優賞受賞
- 1998年: 『愛を乞うひと』（山岡照恵 役 / 陳（和知）豊子 役）、原作: 下田治美、監督: 平山秀幸、第22回日本アカデミー賞/最優秀主演女優賞、第53回毎日映画コンクール/主演女優賞、報知映画賞/最優秀主演女優賞、1998年度キネマ旬報賞/主演女優賞、第23回報知映画賞/最優秀主演女優賞、第20回ヨコハマ映画祭/主演女優賞、第24回おおさか映画祭/主演女優賞、第41回ブルーリボン賞/最優秀主演女優賞、第8回東京スポーツ映画大賞/主演女優賞、1998年度全国映連賞/女優賞、読売新聞98年度「今年を代表する女優」、モントリオール世界映画祭/国際批評家連盟賞
- 2001年: 『雨あがる』（おきん 役）、監督: 小泉堯史、第24回日本アカデミー賞最優秀助演女優賞、第55回毎日映画コンクール/田中絹代賞。『影の車』（小磯泰子 役）: TBSギャラクシー賞/テレビ部門2月月間賞
- 2002年: 『折り梅』（巴 役）、監督: 松井久子、全国映画観賞団体連絡会議/女優賞。『OUT』（香取雅子 役）、監督: 平山秀幸、第26回日本アカデミー賞/主演女優賞
- 2024年: 紫綬褒章[32][33]

## 書籍
- プレイボーイ特別編集 写真集「勝vs美枝子」（1980年3月25日、集英社） ※勝新太郎撮影によるヌード写真集
- 愛しのハーフ・ムーン（1986年9月16日、コバルト文庫）ISBN 978-4-08772-476-9 ※処女長編小説
- アンティック・ガールズ（1987年、集英社『別冊Cobalt』1987年新春号掲載）
- あなたがそこにいるから（1996年4月1日、扶桑社）ISBN 978-4-59401-978-5 ※エッセイ集